# Aurszwald
Aurszwald  (Aruszwald, Auerswald) – herb szlachecki pochodzenia pruskiego.

## Opis herbu
W polu czarnym dwa lwy srebrne, kroczące, patrzące na wprost, w słup. Klejnot: nad hełmem bez korony rogata żubrza głowa czarna. Labry czarne, podbite złotem.

## Najwcześniejsze wzmianki
Przyniesiony z Niemiec w XVI wieku.

## Herbowni
Aurszwald – Aruszwald – Auerswald.